# Woolley Bridge
Woolley Bridge – wieś w Anglii, w hrabstwie Derbyshire, w dystrykcie High Peak.